# Markus Büchel (Leichtathlet)
Markus Büchel (* 25. April 1961) ist ein ehemaliger Liechtensteiner Leichtathlet, der auf den Sprint spezialisiert war.
Büchel nahm bei den Olympischen Spielen 1984 in Los Angeles und 1988 in Seoul teil. Er trat bei beiden Spielen über 100 und 200 m an schied jedoch immer bereits im Vorlauf aus.